# A Sas fia
A Sas fia (szlovén nyelven Na svoji zemlji) az első szlovén hangosfilm, France Štiglic rendező 1948-as filmje. 1948. november 15-én mutatták be a ljubljanai Union moziban, nagy sikert aratott, és benevezték az 1949-es cannes-i filmfesztiválra. A film 1949-ben elnyerte a legjobb forgatókönyvért járó Prešeren-díjat.

## Háttere
1946-ban a Triglav Film meghívásos pályázatot írt ki az első hangosfilm forgatókönyvére. Ciril Kosmač forgatókönyvét választották ki, amely az író Očka Orel (Orel nagyapa) című elbeszélésén alapult; a forgatókönyvet utóbb Drago Šega, Jože Gale, Janez Jerman és France Štiglic jelentősen átdolgozta Kosmač részvétele nélkül. A film gyártása során kétszer lecserélték a rendezőt: a forgatást Ferdo Delak kezdte el, Jože Žnidaršič-List folytatta, és France Štiglic fejezte be.
A fekete-fehér filmet Grahovo ob Bači és Koritnica falvakban vették fel, számos helyi lakos közreműködésével. A lakosok néhány évvel korábbi önmagukat alakították a filmen; partizánruháik nem jelmezek, hanem saját régi ruháik voltak. A film egyik főszereplője, Štefka Drolc haláláig tartotta a kapcsolatot a helyiekkel.
2012-ben Grahovóban egy tematikus ösvényt állítottak fel, ahol a film egyes helyszíneit táblákkal jelölték meg.

## Cselekménye
A történet a második világháború utolsó két évében játszódik a szlovén partvidéken (Primorska), amelyet az olaszok elcsatoltak. 1943 szeptemberében olaszok kapitulációja után a partizánok megszállják a falut, és majdnem minden férfi csatlakozik hozzájuk. Hamarosan a német hadsereg foglalja el a falut, azzal a céllal, hogy megsemmisítsék a partizánokat és segítőiket. Számos harc után a partizánok felszabadítják Triesztet, és a háborúnak vége.

## Fordítás
- Ez a szócikk részben vagy egészben  az   On Our Own Land című angol Wikipédia-szócikk ezen változatának fordításán alapul.  Az eredeti cikk szerkesztőit annak laptörténete sorolja fel. Ez a jelzés csupán a megfogalmazás eredetét és a szerzői jogokat jelzi, nem szolgál a cikkben szereplő információk forrásmegjelöléseként.